# Recipes for disaster
Recipes for disaster (Katastrofin aineksia, Receptes per al desastre) o Our year without oil (El nostre any sense petroli) és un documental de John Webster que explica la història d'una família finlandesa que intentà viure usant el mínim possible de derivats del petroli. Fou produït per la productora finlandesa Millenium Film i fou rodat entre 2004 i 2005. El documental fou estrenat al Canadà i a Espanya el 2008.
Ha estat emès a més d'una vintena de països i s'ha projectat en més de 30 festivals internacionals.

## Premis
Ha guanyat els següents premis:
- Millor documental als premis Jussi Awards del 2009[8][9]
- Primer premi al 6th Planete Doc Review Film Festival a Varsòvia, Polònia, maig del 2009.
- Millor documental del 6th Green Film Festival a Seül, Corea del Sud, maig del 2009.
- Primer premi de la secció al millor film educatiu medioambiental al SunChild International Environmental Festival a Erevan, Armènia, octubre de 2009.[10][11]